# Mohamed Kably
Mohamed Kably (arabe : محمد القبلي), né en 1938 à Casablanca, est un historien marocain spécialiste de l'histoire sociale et socio-religieuse du Maghreb médiéval.

## Biographie
Après des études primaires et secondaires à Casablanca et à Rabat au Collège Moulay Youssef et au Lycée Gouraud (actuel Lycée Hassan II), il poursuit ses études supérieures à l'Université de Bordeaux et à l'Université Paris I- Panthéon-Sorbonne. Agrégé d'arabe en 1962, il soutient en 1984 à l'Université de Paris I Panthéon-Sorbonne sa thèse de Doctorat d'État ès Lettres et Sciences humaines (option Histoire), sous la direction du Professeur Claude Cahen. 
Il a été successivement nommé enseignant-chercheur à l'Université Mohamed V de Rabat (1962), doyen de la Faculté des Lettres et Sciences Humaines de Rabat (1975-1979) puis Directeur de recherches à l’Institut Universitaire de la Recherche Scientifique (IURS) à Rabat (1980) et professeur invité à l'Université de Bordeaux III (1987). Il est nommé Recteur de l’Université Abdelmalek Essaâdi de Tétouan (1989-1993) puis Recteur de l’Université Sidi Mohamed Ben Abdellah de Fès (1998-2003). En 1994, il effectue un séjour à l’Université de Harvard (Center for Middle Eastern Studies) en tant que Visiting Professor. Le 11 octobre 2005, il est nommé par le Roi Mohammed VI directeur de l’institut royal pour la recherche sur l'histoire du Maroc (IRRHM). En 2016, il reçoit le titre honorifique de Professeur Émérite à l’Université Mohamed V.   
En 2018, la Fondation du Forum International d’Assilah lui rend hommage lors d'une cérémonie en son honneur. Les Actes de cette manifestation ont été publiés par ladite Fondation en un recueil de 142 pages au cours du mois de mai 2021,.
Le 29 juillet 2021, le Conseil de l’Université Sidi Mohammed Ben Abdellah de Fès décide de lui décerner le titre de Professeur honoraire.

## Ouvrages
- Société, pouvoir et religion au Maroc à la fin du Moyen Âge (XIVe-XVe siècles), Paris, Maisonneuve & Larose, 1986[6].
- Société, pouvoir et religion au Maroc à la fin du Moyen Âge (XIVe-XVe siècles), Seconde édition (Texte revu et mis à jour), Casablanca, Le Fennec, 2022[7].
- Murādjacāt, Casablanca, Toubkal, 1987 (Seconde édition, Fondation Mosquée Hassan II, 2016)[8].
- Variations islamistes et identité du Maroc médiéval, Paris-Rabat, Maisonneuve & Larose-Okad, 1989[9].
- Ad-Dawla wa-l-walāya wa-l-madjāl, Casablanca, Toubkal, 1997.
- Hawla tārīkh -l- mudjtamac fi-l-Maghrib al-wasīt,Casablanca, Le Fennec, 1998.
- Djudhūr wa mtidādāt, Casablanca, Toubkal, 2006.
- Collectif : Histoire du Maroc. Réactualisation et synthèse (Direction et présentation : Mohamed Kably), Rabat, IRRHM, 2011 [2e tirage : 2012][10]. Cet ouvrage existe en versions arabe, anglaise et espagnole[11],[12],[13].
- Collectif : Tārīkh al-Maghrib. Tahyīn wa tarkīb (Direction et présentation : Mohamed Kably), Rabat, IRRHM, 2011 [2e tirage : 2012].
- Collectif : Chronologie de l’histoire du Maroc, (Version arabe et version française), (Direction et présentation : Mohamed Kably), Rabat, IRRHM, version française, 2014 – version arabe, 2016[14],[15].
- Collectif : Travaux divers portant sur différents aspects de l’Histoire du Maroc et publiés soit en arabe, soit en français, soit en anglais ou en espagnol (IRRHM, Rabat, 2013, 2014, 2015, 2016)[16].
- Traduction en langue arabe de l’ouvrage signalé ci-dessus en français sous le titre : Société, pouvoir et religion au Maroc à la fin du Moyen Âge, IRRHM, Rabat, 2017[17].